# Dey
Dey (Dayı, دایی in lingua turca) era il titolo dei reggenti di Algeri e del Pascià di Tripoli durante l'Impero ottomano, dal 1671 al 1830.
Il termine deriva dalla pronunzia arabo-algerina del sostantivo turco dāyī, "zio materno", che assunse anche il significato di "capo".

## Storia

### Algeria
Verso il 1600, la milizia turca che risiedeva ad Algeri, e che era stata fino ad allora sotto l'autorità di un Pascià inviato da Costantinopoli, ottenne dal Sultano il permesso di dotarsi di un Dey che potesse servirle d'appoggio contro la tirannia normalmente esercitata dai Pascià governatori.
Il territorio del dey di Algeri era suddiviso in tre province: (Costantina, Titteri e Orano), ognuna delle quali amministrata da un bey.
Il potere di questi capi si accrebbe rapidamente. Infine Baba-Ali, eletto nel 1710, depose il Pascià e ottenne dal Sultano Ahmet III l'investitura della Reggenza. Dal momento che il loro potere era elettivo, i dey restarono sempre alla mercé della soldatesca, che li deponeva e li eleggeva a suo piacimento: se ne videro addirittura sei elevati al potere e poi assassinati nel medesimo giorno (1732). Baba-Mohammed solo ebbe la fortuna di regnare per 25 anni (1760-1791).
L'ultimo dey d'Algeri, Husayn, regnò per 12 anni fino al momento dell'occupazione francese dell'Algeria nel 1830.

### Tunisia
Nel 1574 la Tunisia fu annessa all'Impero ottomano. Tuttavia, gli ottomani furono sempre pochi in Tunisia e costretti a delegare il potere amministrativo a notabili locali, riservandosi l'autorità militare. Differentemente dall'Algeria, perciò, in Tunisia i dey riuscirono a creare delle vere e proprie dinastie.
Nel 1613, il giannizzero di origine corse Murad Bey, nominato dey da Yusuf Dey, fondò la dinastia dei Muradidi.

Nel 1702, un colpo di Stato ordito da Ibrahim Sharif, agha dei Giannizzeri, pose fine al regno muradide. Il dey venne deposto e la sua famiglia sterminata con il consenso di Istanbul. Il potere passò a al-Husayn I ibn Ali al-Turki (Husayn I Bey), primo rappresentante della seconda dinastia beylicale tunisina, gli Husaynidi, che restò al potere sino al 1957.